# Geulumpang Bungkok (Samalanga)
Geulumpang Bungkok is een bestuurslaag in het regentschap Bireuen van de provincie Atjeh, Indonesië. Geulumpang Bungkok telt 697 inwoners (volkstelling 2010).